# گرگورووتسه
گرگورووتسه (به لهستانی:  Gregorowce) یک روستا در لهستان است، که در گمینا اورلا واقع شده‌ است. گرگورووتسه ۲۰۰ نفر جمعیت دارد.